# ハロー・ジャガー
『ハロー・ジャガー』（HELLO JAGUAR）は、ロックミュージシャン・ローカルタレントのジャガーが主演し、千葉テレビ放送（チバテレ）で放送されていたローカルミニ番組である。
番組名は、ジャガーがコンサートのオープニングに用いる同名のオリジナル曲に由来する。

## 概要
ジャガー自らの資金で放送枠を買い取った自主制作・持ち込みのテレビ番組である。チバテレをキー局に、テレビ神奈川・テレビ埼玉（首都圏トライアングル加盟局）にネットされた。
1988年と2005年には30分のスペシャル版も放映された。
2016年までに4度に渡ってテレビでのレギュラー放送とニコニコ生放送での配信がされている。第2期からはチバテレでしか放送していない。

### 第1期（年末特番を除く）
1980年代初頭よりジャガーは千葉テレビでコンサートの自前告知スポットCMを流していたが1985年に定期放送を開始。
初期は千葉テレビのみ5分枠で、ジャガーが当時所有していたライブハウス「ジャガー・カフェ」で収録した自作曲の前後に、多重エコーを掛けたジャガー本人のDJが流されるだけだったが、その余りに難解な内容が次第にカルト人気を博し、サブカルチャーシーンで一躍注目の的になる。
間もなくテレビ神奈川（mucom5枠）・テレビ埼玉（SSC5枠）にも5分枠（実質3分弱）でテープネットされるようになり、更に千葉テレビのみ、5分枠をフルに使った別内容に拡張された。
バブル崩壊に伴い、テレビ埼玉、続いてテレビ神奈川分が終了。その後も千葉テレビ単独で放映が続いたが、末期は同一のプロモーションビデオが1年以上毎週流されるだけで、特に挨拶もないまま終了した。
千葉テレビのみ「ハロー、ジャガーでーす。みんな、元気かーぃ?」のシャウトで番組開始し、エンディングでは「それじゃまた、逢おうぜぃ、ぃえーぃ、ぃえぃ、ぃえぃ…」とシャウトした。
| 放送局       | 期間                          | 曜日 | 時間       | 備考                   |
| ------------ | ----------------------------- | ---- | ---------- | ---------------------- |
| 千葉テレビ   | 1985年10月2日 - 1986年3月26日 | 水   | 19時25分 - |                        |
| 千葉テレビ   | 1986年4月2日 - 1987年4月1日   | 水   | 18時55分 - |                        |
| 千葉テレビ   | 1987年4月6日 - 1990年9月24日  | 月   | 18時55分 - | DJ付長尺版             |
| 千葉テレビ   | 1990年10月4日 - 1992年3月26日 | 木   | 23時00分 - | DJ付長尺版             |
| 千葉テレビ   | 1992年4月3日 - 1992年10月1日  | 金   | 19時50分 - |                        |
| 千葉テレビ   | 1993年10月7日 - 1994年3月31日 | 木   | 19時50分 - |                        |
| テレビ神奈川 |                               |      |            | 千葉とは別内容の短縮版 |
| テレビ埼玉   |                               |      |            | 千葉とは別内容の短縮版 |

### 第2期
2005年、千葉テレビの「ファイト! ファイト! ちば」キャンペーンに呼応し、同名の新曲を引っ提げて番組を再開。第1期とは異なり、放送枠は局から無償提供された。
みうらじゅんらもゲストに登場。2005年4月27日から5月29日にかけては、週2回『JAGUAR天気予報』も併映された。2006年、キャンペーン終了に伴い番組も終了。
| 放送局     | 期間                          | 曜日   | 時間       | 備考                            |
| ---------- | ----------------------------- | ------ | ---------- | ------------------------------- |
| 千葉テレビ | 2005年3月6日 - 2006年10月29日 | 土     | 24時30分 - |                                 |
| 千葉テレビ | 2005年4月27日 - 2005年5月29日 | 水・日 | 25時30分 - | JAGUAR天気予報                  |
| 千葉テレビ | 2005年4月5日                  |        |            | ハロー・ジャガー・スペシャル    |
| 千葉テレビ | 2005年6月25日                 |        |            | ハロー・ジャガー・スペシャル II |

### 第3期
番組初のハイビジョン制作。放送時間10分（正味9分）。CityFMさいたまのラジオ番組『赤まむし天国』の録音素材であるジャガーとアシスタントとの問答と、ジャガーの歌1 - 2曲を流す構成にオリジナル映像を被せたものとされていた。
| 放送局   | 期間                           | 曜日 | 時間                | 備考 |
| -------- | ------------------------------ | ---- | ------------------- | ---- |
| チバテレ | 2010年4月5日 - 2010年9月27日   | 月   | 26時00分 - 26時10分 |      |
| チバテレ | 2010年10月4日 - 2010年10月26日 | 月   | 26時30分 - 26時40分 |      |

### 第4期
毎週火曜日の19時より、ニコ生で配信。週によっては木曜日と土曜日も放送している。ファンとの絆を大切にしているようで、人生相談や生チャットならぬジャガチャットで応じている。

### 第5期
2016年5月6日より6月24日までの2ヶ月間限定で、毎週金曜日午後5時20分から25分まで、千葉テレビ放送（チバテレ）で放送（再放送毎週土曜日午前6時20分）。ジャガーは、チバテレ開局45周年記念事業の応援団長に就任し、当番組内で記念事業のために書き下ろした新曲PVなどを放送した。
| 放送局   | 期間                         | 曜日 | 時間                | 備考  |
| -------- | ---------------------------- | ---- | ------------------- | ----- |
| チバテレ | 2016年5月6日 - 2016年6月24日 | 金   | 17時20分 - 17時25分 | [ 4 ] |
| チバテレ | 2016年5月7日 - 2016年5月25日 | 土   | 6時20分 - 6時25分   | [ 4 ] |